# Звягинцев, Василий Дмитриевич
Василий Дмитриевич Звягинцев (21 ноября 1944, Грозный, СССР — 29 апреля 2016, Ставрополь, Россия) — советский и российский писатель-фантаст.

## Биография
Закончив Ставропольский медицинский институт, Василий Звягинцев работал врачом «Скорой помощи», а затем военным врачом на Сахалине.
После возвращения в Ставрополь Василий Звягинцев десять лет проработал на комсомольской и профсоюзной работах и в политорганах Министерства внутренних дел.
Публиковаться начал в 1987 году. Первой опубликованной работой является «Уик-энд на берегу».
Василий Звягинцев являлся членом литературного жюри премии «Странник». Участник «Волгакона-91», «Странника-2002».
Скончался после инсульта 29 апреля 2016 года.

## Награды
В 1993 году за роман-эпопею «Одиссей покидает Итаку» Василий Звягинцев был награждён четырьмя престижными литературными премиями:
- «Аэлита»,
- «Интерпресскон»,
- Премии им. А. Р. Беляева,
- специальная международная премия «Eurocon».

### Серии
Одиссей покидает Итаку
1. Одиссей покидает Итаку (1983, также «Гамбит Бубновой Дамы» (1978) + «Одиссей покидает Итаку» (1983) )
2. Бульдоги под ковром (1993)
3. Разведка боем (1996)
4. Вихри Валгаллы (1997)
5. Андреевское братство (1997, также «Право на смерть»)
6. Бои местного значения (1999, параллельная сюжетная линия)
7. Время игры (2000)
8. Дырка для ордена (2001, начало подсерии)
9. Билет на ладью Харона (2003)
10. Бремя живых (2004)
11. Дальше фронта (2005)
12. Хлопок одной ладонью (2006, возвращение к исходной сюжетной линии)
13. Скорпион в янтаре (2007)
14. Ловите конский топот (2008)
15. Скоро полночь (2009)
16. Мальтийский крест (2010)
17. Не бойся друзей (2012)
18. Большие батальоны (2013)
19. Величья нашего заря (2014)
20. Para bellum (с Г. Н. Хазановым, 2015)
21. Фазовый переход (2016)

### Повести и рассказы
- Уик-энд на берегу (1987)
- Хотеть — значит мочь (1987)